# Исраилов, Бадруддин Хасанович
Бадрудди́н Хаса́нович Исраи́лов (род. 25 мая 1967, Грозный, Чечено-Ингушская АССР, РСФСР, СССР) — обладатель 1-го дана карате Кёкусинкай, президент федерации карате Кёкусинкай Чеченской Республики, Бранч-Чиф Международной организации карате Кёкусинкайкан в Чеченской Республике, номинант международной премии в области карате Кёкусинкай.

## Биография
Родился 25 мая 1967 году в Грозном. В 15 лет начал заниматься спортом. В 1986 году окончил медицинское училище, после окончания которого проходил службу в Советской армии на Дальнем Востоке. В годы службы начал серьёзно заниматься карате. Вскоре вошёл в сборную Хабаровска по карате.
В 1988—1992 годах учился в Высшей школе милиции СССР. После её окончания вернулся на родину. Здесь им за короткий срок была создана сильная школа карате. Его воспитанники успешно участвовали на всероссийских и международных соревнованиях.
В 1994 году попал в автомобильную катастрофу, в которой получил травму шейных позвонков и спинного мозга. В результате аварии стал инвалидом. Однако он не прекратил тренерскую деятельность. Среди его воспитанников:
- Ибрагим Бачаев — обладатель Кубка Украины по карате Кёкусинкай;
- Адлан Бачаев — трёхкратный чемпион Украины по джиу-джитсу;
- Рашид Бачаев — чемпион Украины по джиу-джитсу;
- Ханпаша Бисултанов — чемпион России по Асихара-карате, обладатель Кубка России по Асихара-карате;
- Увайс Шамсаев — чемпион Австрии[2].

## Награды и звания
В 2004 году ему был присвоен 1-й дан карате Кёкусинкай.
В 2006 году Рамзаном Кадыровым ему была выделена четырёхкомнатная квартира.
В 2008 году был номинирован на международную премию в области развития карате Кёкусинкай «SuperKarate Awards-2008».
С августа 2010 года является Бранч-Чифом Международной организации карате Кёкусинкайкан-ИКО в Чечне. Это первый случай в мировой практике, когда Бранч-Чифом назначен человек, прикованный к инвалидной коляске.
27 сентября 2011 года ему была вручена премия имени Елены Мухиной в номинации «Инва-спорт».
В 2013 году Российским союзом боевых искусств ему были присвоены почётные звания «Мастер боевых искусств» и «Заслуженный наставник».